# Comuna de Wierzchowo
Wierzchowo (polaco: Gmina Wierzchowo) é uma gminy (comuna) na Polónia, na voivodia de Pomerânia Ocidental e no condado de Drawski.
De acordo com os censos de 2007, a comuna tem 4,499 habitantes, com uma densidade 19,6 hab/km².

## Área
Estende-se por uma área de 229,25 km².

## Demografia
Dados de 30 de Junho 2007:
|                      | Total   | Total | Mulheres | Mulheres | Homens  | Homens |
| -------------------- | ------- | ----- | -------- | -------- | ------- | ------ |
|                      | pessoas | %     | pessoas  | %        | pessoas | %      |
| População            | 4499    | 100   | 2190     | 48,7     | 2309    | 51,3   |
| Densidade (pop./km²) | 19,6    | 100   | 9,5      | 9,5      | 10,1    | 10,1   |

De acordo com dados de 2002, o rendimento médio per capita ascendia a 1461,72 zł.